# Pristaulacus holzschuhi
Pristaulacus holzschuhi är en stekelart som beskrevs av Madl 1990. Pristaulacus holzschuhi ingår i släktet Pristaulacus och familjen vedlarvsteklar. Inga underarter finns listade i Catalogue of Life.